# Rosário Oeste (microregio)
Rosário Oeste is een van de 22 microregio's van de Braziliaanse deelstaat Mato Grosso. Zij ligt in de mesoregio Centro-Sul Mato-Grossense en grenst aan de mesoregio Norte Mato-Grossense in het noorden en noordoosten, de microregio Cuiabá in het oosten en zuiden, de mesoregio Sudoeste Mato-Grossense in het zuidwesten en de microregio Alto Paraguai in het westen. De microregio heeft een oppervlakte van ca. 10.665 km². Midden 2004 werd het inwoneraantal geschat op 32.180.
Drie gemeenten behoren tot deze microregio:
- Acorizal
- Jangada
- Rosário Oeste

Mesoregio's: Centro-Sul Mato-Grossense · Nordeste Mato-Grossense · Norte Mato-Grossense · Sudeste Mato-Grossense · Sudoeste Mato-Grossense

Microregio's: Alta Floresta · Alto Araguaia · Alto Guaporé · Alto Pantanal · Alto Paraguai · Alto Teles Pires · Arinos · Aripuanã · Canarana · Colíder · Cuiabá · Jauru · Médio Araguaia · Norte Araguaia · Paranatinga · Parecis · Primavera do Leste · Rondonópolis · Rosário Oeste · Sinop · Tangará da Serra · Tesouro